# Iwata Estação (Shizuoka)
Estação de Iwata (磐田駅 Iwata-eki?) é uma estação de trem na cidade de Iwata, província de Shizuoka. Passam por ela as Linha principal Tōkaidō.

## História
A estação foi inaugurada em 16 de abril de 1889.

## Plataformas
Uma estação acima do solo com uma única plataforma 1 lado 1 linha e uma plataforma central 1 lado 2 linhas, um total de 2 lados 3 linhas e um edifício de estação de ponte.
| Plataformas | Linha                        | Direção                      | Destino                          |
| ----------- | ---------------------------- | ---------------------------- | -------------------------------- |
| 1           | （Plataforma sobressalente） | （Plataforma sobressalente） | （Plataforma sobressalente）     |
| 2           | Linha principal Tōkaidō      | Subida                       | Para Shizuoka [ja] e Numazu [ja] |
| 3           | Linha principal Tōkaidō      | Descer                       | Para Hamamatsu [ja] e Toyohashi  |

## Instalações ao redor da estação
- Prefeitura de Iwata
- Fuhachimangu [ja]
- Fábrica Iwata da Indústria Japonesa de Álcool [ja]
- Fábrica Iwata da Mercian [ja]
- Quinta fábrica da Yamaha Motor Company
- AB Hotel [ja] Iwata
- OYO IWATA Station Hotel
- Sports Club Axtos [ja] Iwata